# Leis e costumes da Terra de Israel no judaísmo
Leis e costumes da Terra de Israel no judaísmo (em hebraico:  מצוות התלויות בארץ; translit. Mitzvot Ha'teluyot Be'aretz) são leis judaicas especiais que se aplicam apenas à Terra de Israel. De acordo com a visão padrão, 26 dos 613 mandamentos se aplicam apenas na Terra de Israel. De uma maneira geral, as leis e costumes podem ser classificadas da seguinte forma:
- Leis em força no tempo do Templo de Jerusalém e em conexão com o serviço do Templo. Esses se relacionam ao Cordeiro pascal durante a festa de Pessach, a oferenda das Primeiras frutas em Jerusalém, os peregrinação trienal para Jerusalém; o teste aplicado à esposa suspeita de infidelidade ("sotá"); todos os sacrifícios, e os serviços sacerdotais dos Levitas.
- Leis em conexão com o governo civil e militar, assim como aquelas relacionadas ao rei, para pactos com outros países, para fazer o censo e assuntos militares.
- Leis que dizem respeito aos produtos da terra: a oferenda de elevação (trumá); o dízimo para os Levitas; o direito dos pobres à colheita, o feixe esquecido, o grão não colhido nos cantos do campo; o uso do direito de árvores jovens para a colheita (proibida durante os três primeiros anos); a mescla de diferentes tipos de vegetais (kilayim); o ano sabático.
- Leis de saúde: as regulamentações de quarentena; a contaminação e purificação das pessoas, moradias e roupas, e seu exame por um sacerdote qualificado.
- Leis conectadas com as funções do Sanedrin no estado judaico: Ordenação; Santificação da Nova Lua e o arranjo do calendário; as leis do Jubileu e o soar do shofar em Yom Kipur para anunciar o Jubileu; as leis dos serventes judeus; o direito de vender um ladrão caso ele falhe em restituir seu roubo; as regulamentações das cidades-refúgio; punições corporais e multas (pena capital cessou setenta anos antes da destruição do Segundo Templo, devido às invasões das leis romanas, que começaram a exercer usa influência na Judeia).